# Philippe Dechartre
Philippe Dechartre (Geburtsname: Jean Léon Émile Valentin Duprat-Geneau; * 14. Februar 1919 in Trương Thị Vĩnh, Französisch-Indochina; † 7. April 2014 in Paris) war ein französischer Politiker, der unter anderem 1968 Mitglied der Nationalversammlung war. Er amtierte im Kabinett Pompidou IV (1968) und im Kabinett Couve de Murville (1968 bis 1969) als Staatssekretär im Ministerium für Ausrüstung und Wohnungsbau sowie im Kabinett Chaban-Delmas (1969 bis 1972) als Staatssekretär im Arbeitsministerium.

## Leben

### Herkunft, Zweiter Weltkrieg undRésistance

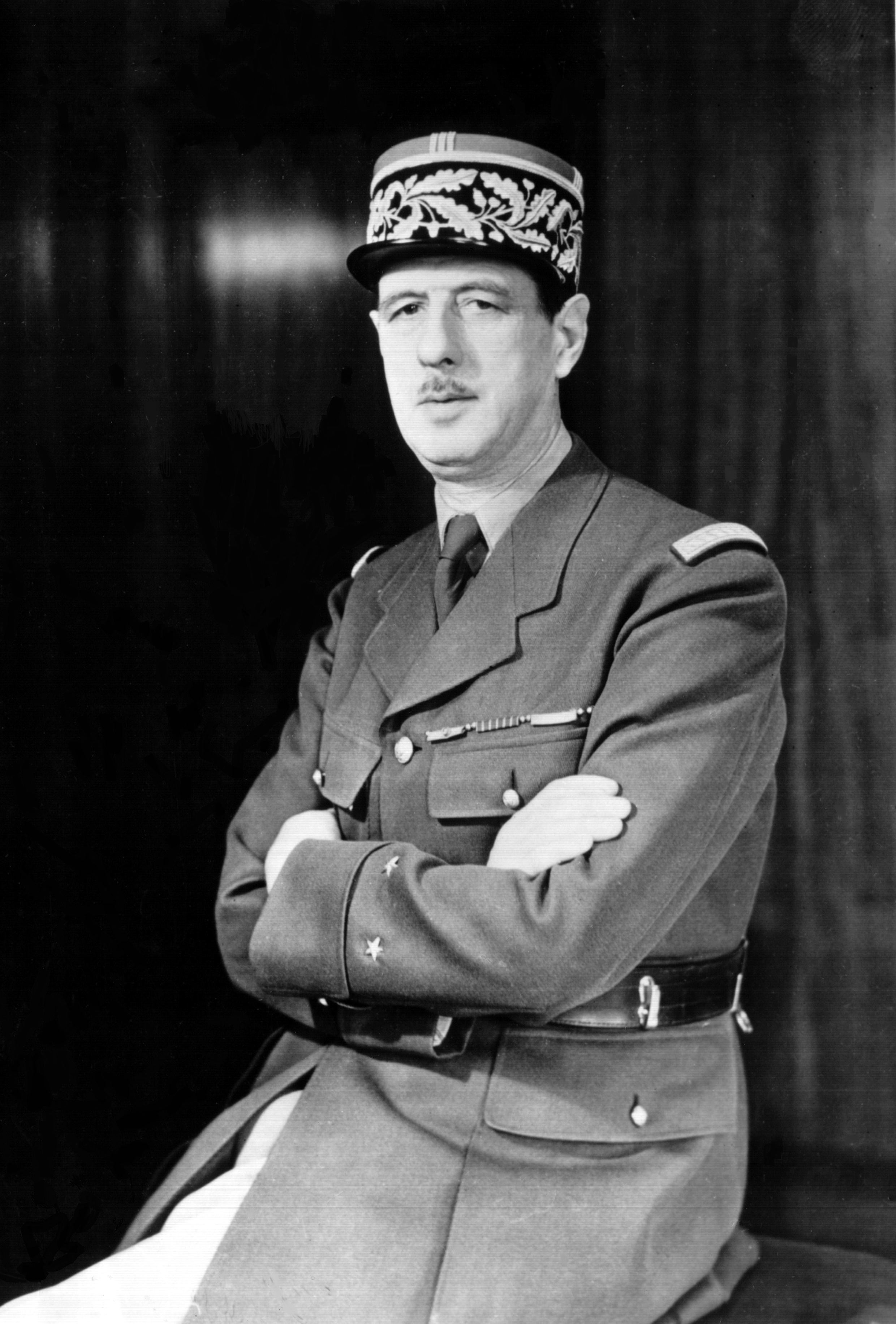
Dechartre trat als Freiwilliger in die von General Charles de Gaulle gegründeten Freien Französischen Streitkräfte FFL (Forces françaises libres) ein.

Jean Duprat-Geneau stammte aus einer Familie aus der Normandie und war der Sohn des Generalinspektors der Eisenbahnen in Französisch-Indochina. Er besuchte das Lycée in Le Havre, wo Jean-Paul Sartre sein Philosophielehrer war. Er setzte seine schulische Ausbildung am Lycée Louis-le-Grand in Paris fort und absolvierte im Anschluss ein Studium der Rechtswissenschaften. Er wurde im November 1939 bei Ausbruch des Zweiten Weltkrieges 1939 zum Kriegsdienst eingezogen und wurde als Artillerieoffizier am 18. Juni 1940 durch einen Pferdetritt in den Bauch verwundet. Nach der Rede von General Charles de Gaulle im British Broadcasting Corporation (BBC) entschloss er sich sofort, dem Aufruf zur Fortsetzung des Krieges zu folgen. Obwohl er krank war, versucht er, über nach England zu gelangen. Als Gefangener organisierte er den Widerstand in den sieben Stammlager (Stalag), in denen er nacheinander festgehalten wurde. Er versuchte mehrmals zu fliehen, wobei die im Gegenzug erlittenen Disziplinarstrafen dazu führten, dass er die Gefangenschaft in fünfzehn verschiedenen Gefängnissen und sechseinhalb Monate in einer Einzelzelle verbringen musste. Nach seiner Rückkehr nach Frankreich im Februar 1943 stellte er sich der Widerstandsbewegung für Kriegsgefangene und Deportierte MRPGD (Mouvement de résistance des prisonniers de guerre et des déportés) zur Verfügung und war dort verantwortlich für die Gründung, Organisation und Leitung des Widerstands der Bewegung in der Nordzone. Dabei nahm er den Aliasnamen „Philippe Dechartre“ nach dem unglücklichen Helden des Romans Le Lys rouge („Die rote Lilie“) von Anatole France an.
Dechartre beteiligte sich im Range eines Majors (chef de bataillon) der FFL an der Fusion der drei Widerstandsnetzwerke der und wurde am 10. August 1943 in Paris von der Geheimen Staatspolizei in einen Hinterhalt im 5. Arrondissement , dem Panthéon-Viertel, gelockt und durch zwei Kugeln verwundet. Es gelang ihm jedoch, die Codes, die er bei sich trug, zu zerstören, bevor er verhaftet und gefoltert wurde. Nach zwei neuen Fluchtversuchen wurde er nach Fresnes verlegt, wo er auf zwei Listen von zu erschießenden Gefangenen gesetzt wurde. Es wird jedoch vom Spionageabwehrdienst seiner Bewegung rechtzeitig befreit. Im Frühjahr 1943 traf er am Bahnhof Lyon-Part-Dieu François Mitterrand, alias „capitaine Morland“, das erste Treffen zwischen den beiden Männern. Im November 1943 nahm er seine Position im Lenkungsausschuss der MRPGD wieder auf, wo er für die Organisation im gesamten Gebiet verantwortlich war. Im Mai 1944 schickte ihn die Bewegung auf eine Mission nach Algier und war in der Folgezeit Generaldelegierter für Kriegsgefangene, Deportierte aus der Résistance und Deportierte aus der Arbeit der Provisorischen Regierung der Französischen Republik GPRF (Gouvernement provisoire de la République française) und traf dort Charles de Gaulle zum ersten Mal. In Algier war er als Vertreter der Französischen Streitkräfte im Inneren FFI (Forces françaises de l’intérieur) im Range eines Oberst (Colonel) Mitglied der Provisorischen Beratenden Versammlung (Assemblée consultative provisoire). Nach La Libération, der Befreiung Frankreichs, kehrte er 1945 nach Frankreich zurück und gehörte als jüngstes Mitglied für das Département Charente-Maritime der Beratenden Versammlung an. Er war Mitglied im Ausschuss für Gefangene, Deportierte und Renten (ommission des prisonniers et déportés et des pensions) sowie im Ausschuss für Justiz und Säuberungen (Commission de la Justice et de l’Épuration). Er wurde außerdem Generalsekretär der Nationalen Bewegung der Kriegsgefangenen und Deportierten MNPGD (Mouvement national des prisonniers de guerre et déportés) und war damit für die Koordination und gegenseitige Hilfeleistung bei Rückführung, Aufnahme und Wiedereingliederung von Kriegsgefangenen und Deportierten in das zivile Leben zuständig.

### Nachkriegszeit

#### Erfolglose Kandidatur für die Nationalversammlung und parteipolitisches Engagement

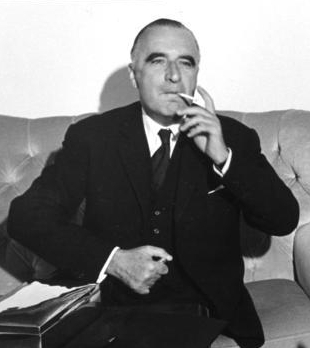
Im Gegensatz zu den meisten Gaullisten der Linken unterstützte Dechartre Premierminister Georges Pompidou.

Nach dem Krieg begann Dechartre eine berufliche Laufbahn im Kultur- und audiovisuellen Sektor und war unter anderem Produzent sowie Regisseur von Programmen wie „Les Routes du Monde“ und „Théâtre français“ beim französischen Radio- und Fernsehsender RTF (Radiodiffusion-télévision française). Er war ferner mit seiner Ehefrau Eléonore Cramer 1952 Chorregisseur des Festivals im Amphitheater von Arles. Er engagierte sich in der Freimaurerei und war Mitglied der Großloge Grand Orient de France und stand in den Jahren 1954 bis 1958 Pierre Mendès France nahe. In dieser Zeit war er Mitglied des Exekutivkomitees und Schatzmeister der Radikal-Sozialistischen Föderation (fédération radical-socialiste) im Département Seine. Auf Wunsch von Mendès France und Édouard Daladier kandidierte er nach dem Tode von Marcel Cachin bei der Parlamentswahl am 16. und 30. März 1958 für das Bündnis der Radikal-Sozialisten mit dem Zentrum für republikanische Reformen (Centre de la réforme républicaine) erfolglos im 25. Wahlkreis des Département Seine für ein Mandat in der Nationalversammlung. Er war Mitglied des Exekutivkomitees des Centre de la réforme républicaine und schloss sich im Sommer 1958 der Demokratischen Union der Arbeit UDT (Union Démocratique du Travail) an.
Philippe Dechartre war ab April 1959 Mitglied des Vorstandes und dann des vorläufigen Büros der UDT, trat aber bereits im Juni 1959 zurück. Er gründete mehrere Bewegungen, die dieser Tendenz angehörten, wie etwa die Konvention der linken Fünften Republik (Convention de la Gauche Vème République), deren Generalsekretär er ab Oktober 1966 war und die er im Zentralkomitee und im Exekutivbüro der gaullistischen Bewegung, der Union für Neue Republik UNR-UDT (Union pour la Nouvelle République). Allerdings gelang es nicht, den von ihm geforderten „Labourismus französischen Stils“ im Stile der damaligen britischen Labour Party unter Harold Wilson zu entwickeln. Im beruflichen Bereich war Dechartre seit 1965 Mitglied des Radioprogrammausschusses der öffentlich-rechtlichen Rundfunkanstalt Office de Radiodiffusion Télévision Française (ORTF) und seit 1964 technischer Berater des Office de coopération radiophonique (OCORA), deren stellvertretender Geschäftsführer er von 1965 bis 1969 war. Als UNESCO-Experte übernahm er verschiedene Aufgaben für Kooperationsverbände und engagierte sich als Generalberichterstatter des Internationalen Komitees für Alphabetisierung im Kampf gegen das Analphabetentum.
Im Gegensatz zu den meisten sehr Georges Pompidou feindlichen Gaullisten der Linken wie Louis Vallon und René Capitant, die den wirtschaftlichen und sozialen Konservatismus und die Unbeweglichkeit des Premierministers anprangerten und diesen beschuldigten, eine Beteiligung zu blockieren, die sie zum Kern der gaullistischen Sozialpolitik machten, unterstützte Dechartre Pompidou offen. Ende November 1967 gehörte er als Generalsekretär der Union de la Gauche Ve République, einer Präsident de Gaulle unterstützenden Partei, zu den linken Gaullisten, die sich bereit erklärten, nach Lille zu fahren, um an den Treffen der Union der Demokraten für die Fünfte Republik (Union des démocrates pour la Ve République) teilzunehmen. Diese Nachfolgerin der UNR begann nach Ansicht des ehemaligen Abgeordneten Jean Charlot „die Umwandlung einer parlamentarischen Mehrheit in eine Mehrheitspartei“.

#### Staatssekretär und Mitglied der Nationalversammlung

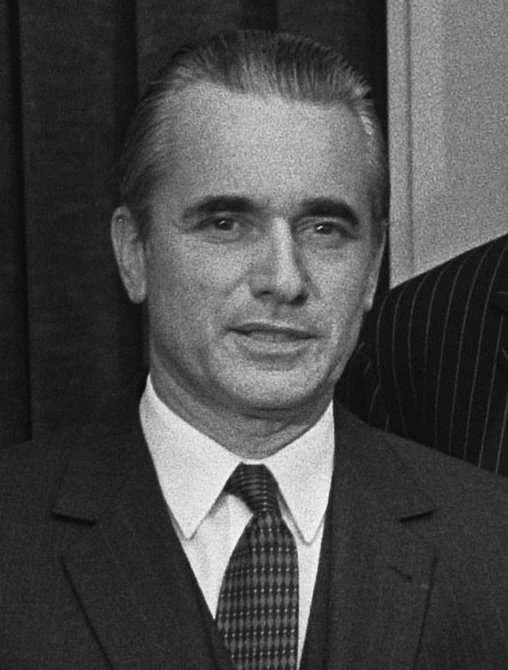
Dechartre war Staatssekretär im Kabinett von Premierminister Jacques Chaban-Delmas und dessen Unterstützer bei der allerdings erfolglosen Kandidatur im ersten Wahlgang der Präsidentschaftswahl am 5. 19. Mai 1974.

Während der Krise im Mai 1968 gehörte Philippe Dechartre zu den linken Gaullisten, die zusammen mit Léo Hamon weiterhin die Regierung von Georges Pompidou unterstützten, auch wenn er den Dialog mit den Demonstranten empfahl, deren Reformwillen er verstand. Im Radio rief er die Studenten dazu auf, „ihre Sache nicht zu verderben“, indem sie sich der „Romantik“ nachgeben, und forderte die Arbeiter auf, ihren Streik nicht zu „politisieren“. Diese gemäßigte Position, die im Gegensatz zur Logik des Bruchs eines Edgard Pisani oder dem sehr kritischen Ton eines Louis Vallon und eines René Capitant stand, brachte ihm am 31. Mai 1968 die Berufung zum Staatssekretär im Ministerium für Ausrüstung und Wohnungsbau (Secrétaire d'État à l’Équipement et au Logement) in das vierte Kabinett Pompidou ein und gehörte dieser bis zum 10. Juli 1968 an.
Bei den vorgezogenen Parlamentswahlen im Juni 1968 kandidierte er für die Union der Demokraten für die Republik UDR (Union des démocrates pour la République) für den ersten Wahlkreis im Département Charente-Maritime, der bislang vom Bürgermeister von La Rochelle André Salardaine vertreten wurde. In diesem schwierigen Wahlkreis dominierte er im ersten Wahlgang mit 25.526 Stimmen gegen 17.564 Stimmen für den Kandidaten der Föderation der Demokratischen und Sozialistischen Linken FGDS (Fédération de la Gauche Démocrate et Socialiste), Rechtsanwalt Michel Crépeau. Letzterer konnte jedoch grundsätzlich auf die Unterstützung der 8.841 Stimmen des Kandidaten der Kommunistischen Partei PCF (Parti communiste français) Léon Belly, rechnen, während Dechartre nicht über ein Stimmenreservoir verfügte. Nach einem umkämpften zweiten Wahlgang gewann der linke Gaullist am 30. Juni mit 27.608 Stimmen gegen 25.666 Stimmen für Michel Crépeau und wurde damit zum Mitglied der Nationalversammlung (Assemblée nationale) gewählt. Dechartre legte bereits am 12. August 1968 sein Abgeordnetenmandat nieder, nachdem er im Kabinett Couve de Murville ebenfalls zum Staatssekretär im Ministerium für Ausrüstung und Wohnungsbau berufen wurde. In der Nationalversammlung beteiligte er sich als Regierungsmitglied an der Diskussion eines Gesetzentwurfs zur Humanisierung von Stadterneuerungsmaßnahmen sowie an der Diskussion eines Gesetzentwurfs zu Schnellstraßen und zur Ergänzung des nationalen und lokalen Straßennetzes.
Nach der Wahl von Georges Pompidou zum Präsidenten der Republik wurde Dechartre am 22. Juni 1969 in das darauf folgende Kabinett Chaban-Delmas zum Staatssekretär im Arbeitsministerium berufen. Er befürwortete die von Premierminister Jacques Chaban-Delmas propagierte „neue Gesellschaft“ (Nouvelle société) und sah in der Partizipation das wesentliche ideologische Argument des „neuen Gesellschaftsvertrags“ (nouveau contrat social). In der Nationalversammlung engagierte er sich als Regierungsmitglied zudem insbesondere in der Diskussion über Arbeitskredite, im Bereich der beruflichen Beziehungen und der Arbeitsaufsicht. Er beteiligte sich ferner an der Diskussion des Gesetzentwurfs über die Sicherheitsbeauftragten von Bergwerken und Steinbrüchen sowie des Gesetzentwurfs über Zeitarbeit. Bei den Kommunalwahlen im März 1971 bewarb er sich als Nachfolger von André Salardaine für das Amt des Bürgermeisters von La Rochelle, verlor jedoch nunmehr gegen Michel Crépeau.

#### Verlust des Regierungsamtes, MSP-Generalsekretär und stellvertretender RPR-Generalsekretär

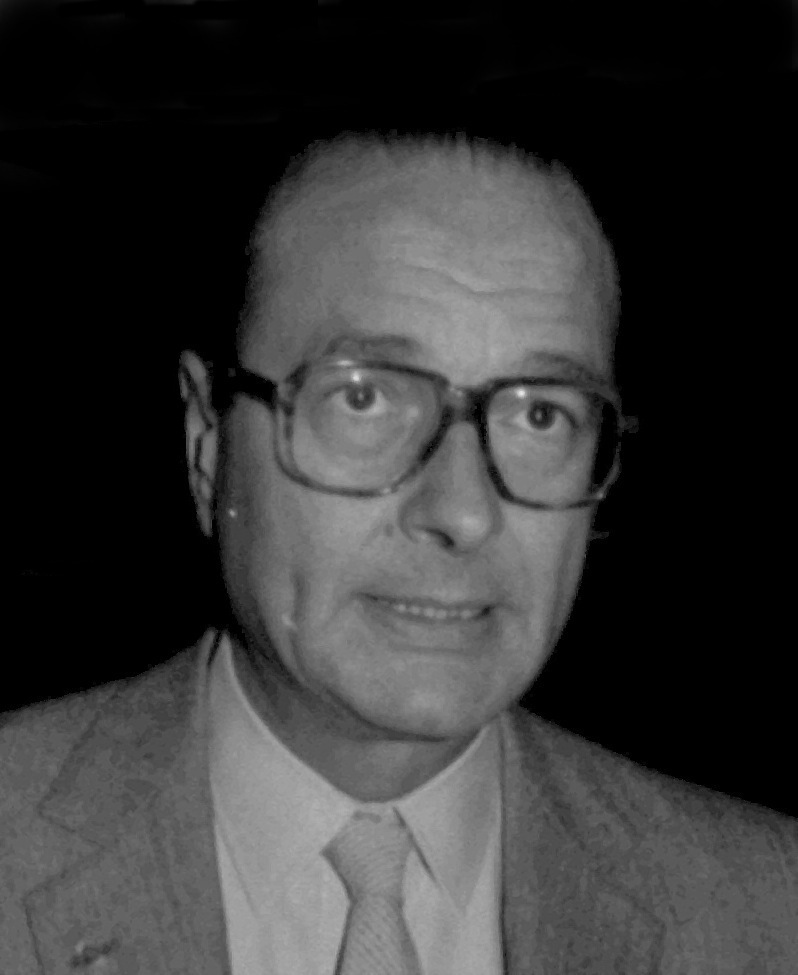
Jacques Chirac, dessen Politik als RPR-Vorsitzender von Dechartre seit Mitte der 1970er Jahre unterstützt wurde.

Am 15. Mai 1972 endete die Regierungskarriere von Philippe Dechartre abrupt. Aufgrund rechtlichen Probleme musste er sein Amt als Staatssekretär niederlegen, nachdem ihn der Projektentwickler Jacques Souchères verklagte. Dieser warf ihm vor, ein genehmigtes Immobilienprojekt – ein Feriendorf und eine Touristenanlage auf der Île de Ré – illegal blockiert und über einen ihm unterstehendes Gremium, das Komitee für Planung und Entwicklung CADIR (Comité pour l’aménagement et le développement) Druck darauf ausgeübt zu haben. Er wurde zunächst durch ein Urteil der ersten Instanz 1971 freigesprochen, verlor jedoch 1972 vor dem Berufungsgericht von Poitiers, das das Komitee auflöste und eine hohe Geldstrafe verhängte. Als seit 1969 amtierendes Mitglied des Bundesausschusses der 1965 von Yvon Morandat gegründeten Arbeiterfront (Front travailliste) gehörte er zusammen mit Pierre Billotte im November 1971 zu den Gründern der Bewegung für Sozialismus durch Partizipation MSP (Mouvement pour le socialisme par la participation), die 1983 zur Bewegung Solidarität-Partizipation (Mouvement solidarité-participation) wurde. Er war Generalsekretär der MSP und Mitglied des Zentralkomitees dieser Organisation.
Nach dem Scheitern von Jacques Chaban-Delmas im ersten Wahlgang der Präsidentschaftswahl am 5. 19. Mai 1974 entschloss er sich, Jacques Chirac zu unterstützen, als dieser im Dezember 1974 als Nachfolger von Alexandre Sanguinetti Generalsekretär der UDR wurde und die „Barone“ des Gaullismus übernahm. Ab Ende 1976 verband er die MSP mit der gaullistischen Partei, die als Zusammenschluss für die Republik RPR (Rassemblement pour la République) umbenannt wurde. Die RPR wurde gemäß dem im Oktober 1976 in Égletons von Jacques Chirac angekündigten Programm auf der Grundlage eines „echten Laborismus im französischen Stil“ erneuert, wobei die MSP den linken gaullistische Flügel innerhalb der Partei darstellte. Er war daraufhin von 1976 bis 1980 Generaldelegierter für Arbeits- und Berufsaktionen AOP (Action ouvrière et professionnelle) und wurde 1978 stellvertretender Generalsekretär des RPR mit der Zuständigkeit für Mitbestimmung. Anschließend verfasste er mehrere Broschüren, darunter Sur la Participation aux bénéfices, au capital et aux responsabilités des salariés dans les entreprises („Über Gewinnbeteiligung, Kapital und die Verantwortung der Arbeitnehmer in Unternehmen“), Transformer la condition ouvrière („Umgestaltung der Arbeitsbedingungen“) und La démocratie au quotidien par la Participation („Alltagsdemokratie durch Beteiligung“). Er übte einen gewissen Einfluss innerhalb des Gewerkschaftsbundes Force ouvrière aus und versuchte in der zweiten Hälfte der 1970er Jahre, die Gewerkschaft auf die Positionen Chiracs auszurichten. Als Mitglied des Zentralkomitees (1977 bis 1981) und des Politischen Rates der RPR (1979 bis 1981) wurde er Ende der 1970er Jahre zu einer wichtigen Persönlichkeit im RPR und war zudem zwischen 1980 und 1981 Berater von Chirac in dessen Funktion als Bürgermeister von Paris.

#### Unterstützung von François Mitterrand bei der Präsidentschaftswahl 1981

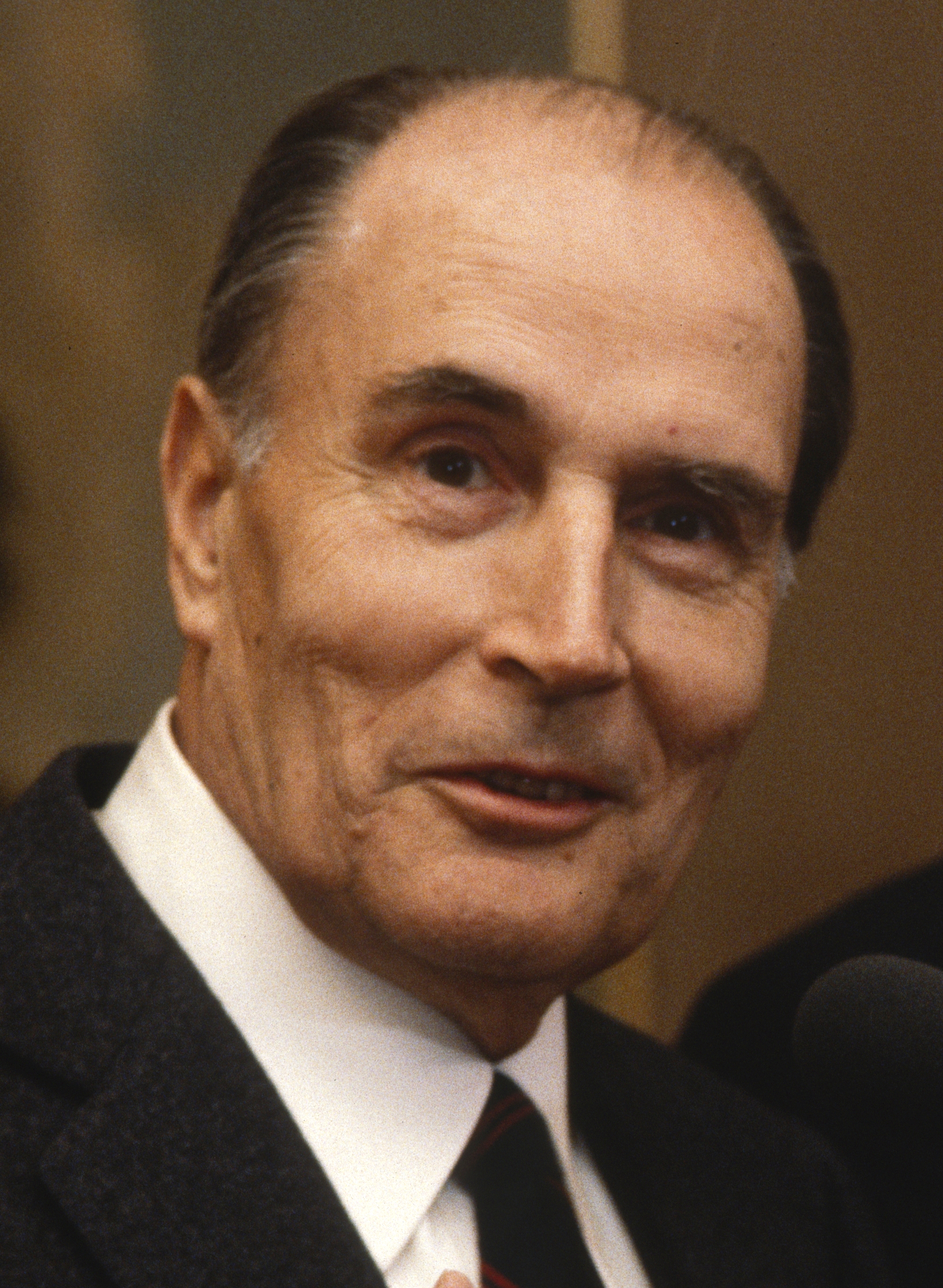
François Mitterrand, zu dessen Unterstützung Dechartre im zweiten Wahlgang der Präsidentschaftswahlen am 10. Mai 1981 aufrief.

Im Mai 1981 hegte er einen Groll gegen die Anhänger von Staatspräsident Valéry Giscard d’Estaing, die seiner Meinung nach in die CADIR-Affäre verwickelt waren. Er rief zunächst in den Medien und dann in einem Brief auf RPR-Briefkopf und Briefpapier aus der Parteidatei die Mitglieder der RPR dazu auf, im zweiten Wahlgang der Präsidentschaftswahlen am 10. Mai 1981 für François Mitterrand zu stimmen. Er warf dem scheidenden Präsidenten vor, ein Feind des Gaullismus zu sein und die Verantwortung für die Schwächung Frankreichs zu tragen. Ende November 1981 wandte er sich von der RPR ab, deren „Rechte“ er fürchtete, blieb aber Jacques Chirac nahe. Ende der 1980er Jahre trat er schließlich dem Nationalrat der RPR bei und wurde 1990 Vizepräsident der Union ehemaliger gaullistischer Abgeordneter (Union des anciens députés gaullistes). Er interessierte sich auch weiterhin für die Arabische Welt und war seit Mai 1986 Vorsitzender der Vereinigung Frankreich-Tunesien (Association France-Tunisie).
1994 wurde er auf Vorschlag von Premierminister Édouard Balladur Mitglied des Wirtschafts- und Sozialrates (Conseil économique et social) und gehörte diesem 16 Jahre lang bis 2010 an. Dabei war er Berichterstatter für mehrere wichtige Sozialgesetze und Autor von Berichten, insbesondere zu kulturellen Themen. Ab September 1998 leitete er die Abteilung für Regional- und Regionalplanung des Wirtschafts- und Sozialrates. Er befürwortete die sozioökonomischen Bedeutung dieses Gremiums, das de Gaulle 1969 in einen als „Rat der Lebenskräfte der Nation“ umgestaltete, da er davon überzeugt war, dass die Demokratie die Unterstützung der Persönlichkeiten brauchte, die für ihr wirtschaftliches, soziales und kulturelles Schicksal verantwortlich sind. Darüber hinaus gründete und leitete er zwischen 2001 und 2005 den Club Nouveau Siècle, der mit der Union für eine Volksbewegung UMP (Union pour un mouvement populaire) verbunden ist, und war politischer Direktor von dessen Zeitung Auch in den 1990er Jahren übte er weiterhin starken Einfluss auf die Freimaurerwelt aus. Als Ehrenmitglied der Pariser Loge übernahm er im Februar 1997 den Vorsitz der „Parlamentarischen Bruderschaft“, einer Vereinigung von 300 gewählten oder ehemaligen gewählten Politikern, Mitarbeitern von Ministern und Beamten der Versammlungen.
Philippe Dechartre, der am 7. April 2014 im Krankenhaus Georges Pompidou in Vaugirard, dem 15. Arrondissement von Paris verstarb, wurden für seine Verdienste das Großkreuz der Ehrenlegion und des Ordre national du Mérite verliehen und war darüber hinaus Kommandeur des Ordre des Palmes Académiques sowie Träger des Croix de guerre 1939–1945 und der Médaille de la Résistance.